# 于巴赫-帕伦贝格
于巴赫-帕伦贝格（德語：Übach-Palenberg，發音：[ˈyːbax ˈpaːlənbɛʁk]）是德国北莱茵-威斯特法伦州科隆行政区海因斯贝格县的城市，面积26.09平方千米，2023年12月31日人口为24,354人。